# Hesperoptenus tomesi
Hesperoptenus tomesi är en fladdermusart som beskrevs av Thomas 1905. Hesperoptenus tomesi ingår i släktet Hesperoptenus och familjen läderlappar. IUCN kategoriserar arten globalt som sårbar. Inga underarter finns listade i Catalogue of Life.
Denna fladdermus förekommer på Malackahalvön och Borneo. Habitatet utgörs av städsegröna skogar i låglandet eller i bergstrakter. Några individer observerades när de flög längs med ett vattendrag.